# Мамедов, Гусейн Курбан оглы
Гусе́йн Курба́н оглы́ Маме́дов (имя при рождении — Гусейн Гурбан оглы Нахичеванский; 1900—1970) — советский государственный и политический деятель, Герой Социалистического Труда (1948).

## Биография
Родился в 1900 году в городе Ордубад (по другим данным, в деревне Дырнис) Эриванской губернии в семье военного — Гурбана Нахичеванского, дальнего родственника генерал-адъютанта Гусейна Хана Нахичеванского.
Участвовал в Армяно-Азербайджанской войне (1918—1920). После наступления Советской власти все члены семьи были репрессированы. Сам он в сентябре 1920 года бежал в родной город — Ордубад. Член РКП(б) с 1920 года.
С 1921 года работал чернорабочим на Балаханских нефтяных промыслах.
В 1923 году поступил в Школу ГПУ в Баку, по окончании которой работал комиссаром в Нахичеванском военкомате.
С 1925 по 1936 год занимал посты ответственного секретаря Измаилийского и Кюрдамирского уездных комитетов КП(б) Азербайджана, секретаря Конахкендского районного комитета КП(б)А, начальника Политического отдела Кюрдамирской машинно-тракторной станции.
С 1936 по 1943 год был секретарём Кюрдамирского районного комитета КП(б)А, первым секретарём Карягинского районного комитета КП(б) Азербайджана.
В 1941 году вместе с Нахичеванским батальоном отправился на фронт, в 1943 году был комиссован.
С 1946 по 1951 год работал первым секретарём Ахсуинского районного комитета КП(б) Азербайджана. В 1947 году под его руководством Ахсуинский район перевыполнил план по сбору урожая хлопка на 40,5 %.
Указом Президиума Верховного Совета СССР от 10 марта 1948 года за получение высоких урожаев хлопка при выполнении колхозом обязательных поставок и натуроплаты за работу МТС в 1947 году Гусейну Курбан оглы Мамедову присвоено звание Героя Социалистического Труда с вручением ордена Ленина и золотой медали «Серп и Молот».
С 1951 по 1964 годы работал в высших органах Нахичеванской АССР:
- секретарь Нахичеванского областного комитета КП(б) Азербайджана (1951—1952),
- председатель Президиума Верховного Совета Нахичеванской АССР (1952—1964).[3]

Умер в 1970 году, похоронен на Втором Почётном кладбище в Баку.

## Награды и звания
- Герой Социалистического Труда (1948)
- Три ордена Ленина
- Орден Трудового Красного Знамени
- Орден «Знак Почёта»